# Brendan Ford
Brendan Ford is een Amerikaans acteur.

## Biografie
Ford begon in 1994 met acteren in de film Clear and Present Danger. Hierna heeft hij nog meerdere rollen gespeeld in films en televisieseries zoals Silk Stalkings (1992-1997), Babylon 5 (1998), We Were Soldiers (2002) en Big Love (2011).
Ford heeft ook in het theater gestaan, in 2002 speelde hij in de musical Anything Goes in Westwood (Californië) als de kapitein van een schip.

## Filmografie

### Films
Uitgezonderd korte films.
- 2002 We Were Soldiers – als instructeur parachutespringen
- 1999 Clubland – als beschermheer
- 1998 Merchants of Venus  -asl politieagent
- 1996 If These Walls Could Talk – als Corey
- 1995 Mr. Payback: An Interactive Danger – als vandaal in het park
- 1994 Clear and Present Danger – als strandwacht

### Televisieseries
Uitgezonderd eenmalige gastrollen.
- 2015 Parks and Recreation - als Roger - 2 afl.
- 2012 CSI: NY - als dokter - 2 afl.
- 2011 Weeds - als Agent Colm Mulcahey - 3 afl.
- 2011 Big Love – als Michael Saint – 4 afl.
- 1997 Pauly – als Dermutt – 3 afl.